# Plessis-Robinson Volley-ball 2021-2022
Questa voce raccoglie le informazioni riguardanti il Plessis-Robinson Volley-ball nelle competizioni ufficiali della stagione 2021-2022.

## Organigramma societario
Area direttiva
- Presidente: Joëlle Logeais

Area tecnica
- Allenatore: Cédric Logeais

## Rosa
| N° | Nome              | Ruolo | Data di nascita  | Nazionalità sportiva |
| -- | ----------------- | ----- | ---------------- | -------------------- |
| 1  | Hugo de León      | S     | 4 luglio 1990    | Brasile              |
| 3  | Thomas Nevot      | P     | 30 aprile 1995   | Francia              |
| 4  | Antonin Rouzier   | O     | 18 agosto 1986   | Francia              |
| 5  | Arthur Delbeke    | P     | 15 maggio 1999   | Francia              |
| 6  | Julian Debes      | L     | 27 agosto 2002   | Francia              |
| 7  | Aleksej Nalobin   | C     | 3 ottobre 1989   | Russia               |
| 8  | François Rebeyrol | S     | 2 luglio 1999    | Francia              |
| 9  | Niko Suihkonen    | S     | 11 aprile 1999   | Finlandia            |
| 10 | Nohoarii Paofai   | C     | 12 novembre 1995 | Francia              |
| 14 | Chris Zuidberg    | S     | 2 settembre 1994 | Lussemburgo          |
| 15 | Arsène Ponsin     | S     | 15 agosto 2001   | Francia              |
| 20 | Médéric Henry     | C     | 20 giugno 1995   | Francia              |
| -  | Félix Grailhe     | S     | -                | Francia              |
| -  | Baptiste Reveyron | L     | 28 marzo 2007    | Francia              |